# Ostatni strażnik magii
Ostatni strażnik magii / Shin angyō onshi: Ostatni strażnik magii (jap. 新暗行御史 Shin angyō onshi) – manga koreańskiego autora Youn In-wan wydawana przez Shōgakukan w latach 2001–2007. W 2004 roku powstał film anime w reżyserii Jōji Shimura.

## Fabuła
Władca Jushin został zamordowany. Jego imperium upadło. Wśród strażników pokoju Angyō Onshi (Amen-osa) ocalał jedynie Munsu, który podróżuje po świecie w poszukiwaniu zdrajcy. W trakcie wędrówki spotka go wiele niebezpiecznych przygód.

## Obsada (głosy)
- Keiji Fujiwara jako Munsu
- Sanae Kobayashi jako Sando
- Daisuke Kishio jako Monryo
- Jun Fukushima jako Jyun
- Romi Park jako Mari
- Ryusei Nakao jako Byon
- Mitsuru Miyamoto jako Yuite
- Noriko Hidaka jako Ou

## Wersja polska
Wersja wydana na DVD przez Anime Gate 20 kwietnia 2006 roku z japońskim dubbingiem i polskim lektorem oraz z polskimi napisami.
- Opracowanie wersji polskiej: Witold Nowakowski (współpraca: Paweł (Mr.jedi) Musiałowski)
- Czytał: Paweł Straszewski